# Stuttgarti S-Bahn
A Stuttgarti S-Bahn egy S-Bahn hálózat Stuttgart és a környező települések között, összesen 2,6 millió embert kiszolgálva. A hálózat 7 vonalból áll, teljes hossza 190 km, melyen 75 állomás található. A hálózaton csak villamos motorvonatok közlekednek, munkanapokon kb. 340 000 utast szállítva el. A szerelvények általában 20 percenként járnak. Stuttgart elővárosi vasúti közlekedése már a második világháború előtt, 1933-ban megindult.

## Vonalak
| Vonal | Útvonal | Hossz | Vasútvonalak |
| ----- | --- | ----- | --- |
| S 1   | Kirchheim (Teck) – Wendlingen – Plochingen – Esslingen – Bad Cannstatt – Hauptbahnhof – Schwabstraße – Vaihingen – Rohr – Böblingen – Herrenberg   | 71 km | Teckbahn – Neckar-Alb-Bahn – Filstalbahn – Verbindungsbahn – Gäubahn                                                                         |
| S 2   | Schorndorf – Waiblingen – Bad Cannstatt – Hauptbahnhof – Schwabstraße – Vaihingen – Rohr – Leinfelden-Echterdingen – Flughafen/Messe – Filderstadt | 57 km | Remsbahn – Filstalbahn – Verbindungsbahn – Gäubahn – Stuttgart-Rohr–Filderstadt-vasútvonal                                                   |
| S 3   | Backnang – Waiblingen – Bad Cannstatt – Hauptbahnhof – Schwabstraße – Vaihingen – Rohr – Leinfelden-Echterdingen – Flughafen/Messe                 | 50 km | Waiblingen–Schwäbisch Hall-Hessental-vasútvonal – Remsbahn – Filstalbahn – Verbindungsbahn – Gäubahn – Stuttgart-Rohr–Filderstadt-vasútvonal |
| S 4   | Schwabstraße – Hauptbahnhof – Zuffenhausen – Ludwigsburg – Marbach (Neckar) – Kirchberg (Murr) – Burgstall (Murr) – Backnang                       | 41 km | Verbindungsbahn – Frankenbahn – Backnang–Ludwigsburg-vasútvonal                                                                              |
| S 5   | Schwabstraße – Hauptbahnhof – Zuffenhausen – Ludwigsburg – Bietigheim                                                                              | 26 km | Verbindungsbahn – Frankenbahn |
| S 6   | Schwabstraße – Hauptbahnhof – Zuffenhausen – Leonberg – Weil der Stadt                                                                             | 35 km | Verbindungsbahn – Frankenbahn – Schwarzwaldbahn                                                                                              |
| S 60  | Schwabstraße – Hauptbahnhof – Zuffenhausen – Leonberg – Renningen – Magstadt – Sindelfingen – Böblingen                                            | 45 km | Verbindungsbahn – Frankenbahn – Schwarzwaldbahn – Rankbachbahn                                                                               |

## Járművek
A vonalon az alábbi motorvonat-sorozatok közlekednek:
- DB 420 sorozat
- DB 421 sorozat
- DB 423 sorozat
- DB 430 sorozat (2014-től)
- DB 433 sorozat